# Каліф-Лелека
«Каліф-Лелека» (рос. «Калиф-Аист») — російський радянський художній фільм 1968 року режисера Володимира Храмова за мотивами казки Вільгельма Гауффа.

## Сюжет
У палац до великого Каліфа Багдадського заходить мандрівний торговець рідкісними реліквіями і диковинками. У його скрині каліф виявив коробочку з чорним порошком і стародавнім пергаментом. Каліф купив коробочку і вирішив дізнатися, у чому сенс тексту, що містився в ній. Мудрець Селім розшифрував письмена і повідомив каліфу - той, хто понюхає порошок і тричі вимовить чарівне слово Мутабор, зможе перетворитися на будь-яку тварину за бажанням і розуміти мову звірів і птахів.
Каліф і його перший візир виконали інструкції стародавнього пергаменту, але забули про важливе попередження. Перетворившись на лелек, вони засміялися, чого робити було не можна. Тепер каліф і візир забули чарівне слово і не зможуть перетворитися назад на людей. Порошок їм підкинув під виглядом торговця злий чарівник Кашнур. Якщо каліф хоче повернути собі людську подобу, йому потрібно знайти лігво чарівника. Каліфу вдалося знайти місце, де ховався чарівник, і підслухати заповітне слово. Завдяки цьому каліф і візир врятувалися, а каліф ще й розчаклував нещасну принцесу, яку Кашнур ув'язнив у подобу сови.

## У ролях
- Володимир Андрєєв
- Сергій Мартінсон
- Наталія Селезньова
- Георгій Мілляр
- Валентин Гафт
- Фауста Іванова
- Марина Полбенцева

## Творча група
- Сценарій: Зоя Петрова
- Режисер: Володимир Храмов
- Оператор: Євген Русаков
- Композитор: Георгій Гаранян